# Lijst van landen in 1818
Hieronder volgt een lijst van landen van de wereld in 1818.

## Uitleg
- Onder het kopje Onafhankelijke landen zijn de landen in de wereld opgelijst die in 1818 onafhankelijk waren.
- Alle de facto onafhankelijke staten die niet, of slechts in zeer beperkte mate, door andere landen werden erkend, zijn weergegeven onder het kopje Niet algemeen erkende landen.
- De afhankelijke gebieden, dat wil zeggen gebieden die niet worden gezien als een integraal onderdeel van de staat waar ze afhankelijk van zijn, zoals vazalstaten, protectoraten en kolonies, zijn weergegeven onder het kopje Niet-onafhankelijke gebieden.
- De belangrijkste dynastieën binnen de Marathaconfederatie staan vermeld onder het kopje Dynastieën binnen de Marathaconfederatie en de in grote mate onafhankelijke onderdelen van het Mogolrijk zijn weergegeven onder het kopje Staten binnen het Mogolrijk.
- De zelfstandige koninkrijken van het Koninkrijk Bali zijn weergegeven onder het kopje Balinese koninkrijken.

## Staatkundige veranderingen in 1818
- 6 januari: Jodhpur en wordt een vorstenland van Brits-Indië. Op 31 januari volgt ook Udaipur, op 10 februari volgt Bundi, op 9 maart volgt Bikaner, op 26 maart volgt Kishangarh, op 2 april volgt Jaipur, op 16 november volgt Banswara, op 11 december volgen Dungarpur en Jaisalmer en in 1818 volgt ook Pratapgarh.
- 12 februari: onafhankelijkheid van Chili.
- 18 april: Rusland staat Jever af aan Oldenburg.
- 26 juni: de Republiek Gersau wordt een onderdeel van Zwitserland.
- 21 september: Nederlands-Malakka komt weer in Nederlandse handen.
- 30 november: einde van de bezetting van Frankrijk door buitenlandse troepen.
- 20 oktober: Oregon Country (Columbia District) komt onder gezamenlijk Brits-Amerikaans bestuur.
- Stichting van het Kalifaat Hamdullahi.
- Het Maratharijk van de peshwa wordt door de Britten verslagen. Satara (inclusief Akalkot, Bhor, Daphlapur, Jath en Phaltan) wordt een vorstenland van Brits-Indië. Op 6 januari wordt Indore een vorstenland van Brits-Indië, op 12 december volgen ook Dewas Junior en Senior en in 1818 volgt ook Nagpur.
- Het Emiraat Diriyah wordt door de Ottomanen verslagen.
- Einde van de onafhankelijkheid van het Koninkrijk Akure
- Onafhankelijkheid van Bade.
- Stichting van Kazaure.
- Egyptische (Ottomaanse) verovering van Manfuha.
- Het Vorstendom Herat en het Kanaat Kalat worden onafhankelijk van Afghanistan.

## Onafhankelijke landen

### A
| Korte landsnaam (Nederlands) | Lange landsnaam (Nederlands)                                    | Korte landsnaam (oorspronkelijke taal/talen) |
| ---------------------------- | --------------------------------------------------------------- | -------------------------------------------- |
| Abemama                      | Koninkrijk Abemama                                              | Kiribatisch: Abemama                         |
| Aboh                         | Koninkrijk Aboh                                                 | Yoruba: Obodo Eze                            |
| Abu Dhabi                    | Emiraat Abu Dhabi                                               | Arabisch: Abū Ẓabī / أبوظبي                  |
| Adrar                        | Emiraat Adrar                                                   | Arabisch: Adrar / ولاية آدرار                |
| Afghanistan                  | Emiraat Afghanistan (ook wel: Kabulistan / Rijk der Durraniden) | Dari en Pasjtoe: Afġānistān / افغانستان      |
| Agadez                       | Sultanaat Agadez (ook wel: Sultanaat Aïr)                       | Arabisch: Toeareg:                           |
| Agwe                         | Koninkrijk Agwe                                                 | Ewe: Agwe                                    |
| Ahom                         | Koninkrijk Ahom (ook wel: Koninkrijk Assam)                     | Assamees: আহোম ৰাজ্য                            |
| Ajman                        | Emiraat Ajman                                                   | Arabisch: ʿAǧmān / عجمان                     |
| Akure (tot 1818)             | Koninkrijk Akure                                                | Yoruba: Akure                                |
| Akwa Akpa                    | Akwa Akpa                                                       | Ibibio: Akwa Akpa                            |
| Akyem                        | Confederatie van Akyem-staten                                   | Twi: Akyem                                   |
| Alo                          | Alo (ook wel: Koninkrijk Tu'a of Koninkrijk Futuna)             | Futunisch: Tu'a                              |
| Amarro                       | Koninkrijk Amarro (ook wel: Amaro)                              | Sidamo: Amarro                               |
| Andorra                      | Vorstendom Andorra                                              | Catalaans, Frans en Spaans: Andorra          |
| Angoche                      | Sultanaat Angoche                                               | Ekoti: Angoche                               |
| Anhalt-Bernburg              | Hertogdom Anhalt-Bernburg                                       | Duits: Anhalt-Bernburg                       |
| Anhalt-Dessau                | Hertogdom Anhalt-Dessau                                         | Duits: Anhalt-Dessau                         |
| Anhalt-Köthen                | Hertogdom Anhalt-Köthen                                         | Duits: Anhalt-Köthen                         |
| Ankole                       | Koninkrijk Ankole (ook wel: Nkore)                              | Nkore: Nkore                                 |
| Anziku                       | Koninkrijk Anziku (ook wel: Teke / Tio / Tyo)                   |                                              |
| Aro                          | Confederatie van de Aro                                         | Igbo: Omu Aro                                |
| Asahan                       | Sultanaat Asahan                                                | Maleis: Asahan                               |
| Ashanti                      | Koninkrijk Ashanti                                              | Akan: Asanteman                              |
| Assinie                      | Koninkrijk Assinie                                              |                                              |
| Atjeh                        | Sultanaat Atjeh                                                 | Atjehs: Acèh                                 |
| Awsa                         | Afar Sultanaat Awsa                                             | Afar: Awsa                                   |

### B
| Korte landsnaam (Nederlands) | Lange landsnaam (Nederlands)                               | Korte landsnaam (oorspronkelijke taal/talen)                            |
| ---------------------------- | ---------------------------------------------------------- | ----------------------------------------------------------------------- |
| Bade (vanaf 1818)            | Emiraat Bade (ook wel: Emiraat Bedde / Emiraat Bede)       | Bade: Bade                                                              |
| Baden                        | Groothertogdom Baden                                       | Duits: Baden                                                            |
| Baguirmi                     | Sultanaat Baguirmi                                         | Baguirmi: Baguirmi                                                      |
| Bahawalpur                   | Bahawalpur                                                 | Urdu: بہاولپور                                                          |
| Bahrein                      | Bahrein                                                    | Arabisch: al-Bahrayn / البحرين                                          |
| Bajini                       | Sultanaat Bajini                                           | Comorees: Bajini                                                        |
| Bali                         | Koninkrijk Bali                                            | Balinees: Bali                                                          |
| Baltistan                    | Baltistan                                                  | Balti: Baltiyul / བལྟིསྟན / بلتیول                                         |
| Bambao                       | Sultanaat Bambao                                           | Comorees: Bambao                                                        |
| Bambara                      | Rijk van de Bambara (ook wel: Bamana / Ségou / Segu)       | Bambara:                                                                |
| Bamum                        | Koninkrijk Bamum (ook wel: Bamoun)                         | Mbum: Bamum                                                             |
| Banana Islands               | Banana Islands                                             | Engels: Banana Islands                                                  |
| Baol                         | Koninkrijk Baol                                            | Serer: Bawol                                                            |
| Bara                         | Koninkrijk Bara                                            | Malagassisch: Bara                                                      |
| Barotseland                  | Koninkrijk Barotseland                                     | Lozi: Bulozi                                                            |
| Barra                        | Barra                                                      | Mandinka: Niumi                                                         |
| Bawlake                      | Bawlake                                                    | Kayah:                                                                  |
| Beide Siciliën               | Koninkrijk der Beide Siciliën (ook wel: Koninkrijk Napels) | Italiaans: Due Sicilie Napolitaans: Doje Sicilie Siciliaans: Dui Sicili |
| Beieren                      | Koninkrijk Beieren                                         | Duits: Bayern                                                           |
| Benin                        | Koninkrijk Benin                                           | Edo: Edo                                                                |
| Bhutan                       | Bhutan                                                     | Dzongkha: Druk Yul / འབྲུག་ཡུལ་                                            |
| Birma                        | Koninkrijk Birma (Konbaung-dynastie)                       | Birmaans:                                                               |
| Biu                          | Koninkrijk Biu                                             | Bura-Pabir: Biu                                                         |
| Boechara                     | Emiraat Boechara (ook wel: Bukhara / Buchara)              | Oezbeeks: Buxoro / Бухоро Tadzjieks: Бухоро                             |
| Boeganda                     | Koninkrijk Boeganda                                        | Luganda: Buganda                                                        |
| Boina                        | Koninkrijk Boina                                           | Malagassisch: Boina                                                     |
| Bonabele                     | Bonabele                                                   | Duala: Bonabele                                                         |
| Bondu                        | Bondu                                                      | Fula: Bundu Mandinka:                                                   |
| Bone                         | Bone (ook wel: Boni)                                       | Boeginees:                                                              |
| Bono                         | Koninkrijk Bono                                            | Abron: Bonoman                                                          |
| Bora Bora                    | Koninkrijk Bora Bora                                       | Tahitiaans: Porapora                                                    |
| Bornu                        | Koninkrijk Bornu                                           | Kanuri: Bornu                                                           |
| Brakna                       | Emiraat Brakna                                             | Arabisch: Brakna / ولاية البراكنة                                       |
| Bremen                       | Vrije en Hanzestad Bremen                                  | Duits: Bremen                                                           |
| Brunei                       | Staat Brunei                                               | Maleis: Brunei Darussalam / دارالسلام                                   |
| Brunswijk                    | Hertogdom Brunswijk                                        | Duits: Braunschweig                                                     |
| Bunut                        | Bunut                                                      | Bunut                                                                   |
| Bunyoro-Kitara               | Koninkrijk Bunyoro-Kitara                                  | Nyoro: Bunyoro-Kitara                                                   |
| Burundi                      | Koninkrijk Burundi                                         | Kirundi: Burundi                                                        |
| Busoga                       | Koninkrijk Busoga                                          | Lusoga: Busoga                                                          |
| Buton                        | Sultanaat Buton (ook wel: Butung)                          | Cia-Cia: Moronene: Wolio:                                               |

### C
| Korte landsnaam (Nederlands) | Lange landsnaam (Nederlands)          | Korte landsnaam (oorspronkelijke taal/talen)          |
| ---------------------------- | ------------------------------------- | ----------------------------------------------------- |
| Carpegna-Scavolino           | Vorstendom Carpegna-Gattara-Scavolino | Italiaans: Carpegna-Scavolino                         |
| Cayor                        | Koninkrijk Cayor                      | Wolof: Kayor                                          |
| Chamba                       | Chamba                                | Chambeali:                                            |
| Chili (vanaf 12 februari)    | Staat Chili                           | Spaans: Chile                                         |
| China                        | Keizerrijk van de Grote Qing          | Mandarijn: Zhongguo / 中國 Mantsjoe: Dulimbai Gurun / |
| Chitral                      | Chitral                               | Khowar: Chitral                                       |
| Cospaia                      | Republiek Cospaia                     | Italiaans: Cospaia                                    |

### D
| Korte landsnaam (Nederlands) | Lange landsnaam (Nederlands)               | Korte landsnaam (oorspronkelijke taal/talen) |
| ---------------------------- | ------------------------------------------ | -------------------------------------------- |
| Dahomey                      | Koninkrijk Dahomey                         | Fon: Danhome                                 |
| Damagaram                    | Sultanaat Damagaram                        | Hausa: Damagaram                             |
| Darfur                       | Sultanaat Darfur                           | Fur: Darfur                                  |
| Darvaz                       | Darvaz (ook wel: Darwaz / Darvoz / Darwoz) | Perzisch: Darvāz / درواز                     |
| Daura                        | Daura                                      | Hausa: Daura                                 |
| Dauro                        | Koninkrijk Dauro                           | Kaffa: Dauro                                 |
| Denemarken                   | Koninkrijk Denemarken                      | Deens: Danmark                               |
| Dendi                        | Koninkrijk Dendi                           | Songhai: Dendi                               |
| Dhar (vanaf 1818)            | Dhar                                       | Marathi: धार                                  |
| Dosso                        | Koninkrijk Dosso                           | Zarma: Doso                                  |

### E
| Korte landsnaam (Nederlands) | Lange landsnaam (Nederlands)                        | Korte landsnaam (oorspronkelijke taal/talen) |
| ---------------------------- | --------------------------------------------------- | -------------------------------------------- |
| Ethiopië                     | Keizerrijk Ethiopië (ook wel: Keizerrijk Abessinië) | Amhaars: ኢትዮጵያ / ʾĪtyōppyā                   |

### F
| Korte landsnaam (Nederlands) | Lange landsnaam (Nederlands)                       | Korte landsnaam (oorspronkelijke taal/talen) |
| ---------------------------- | -------------------------------------------------- | -------------------------------------------- |
| Fezzan                       | Sultanaat Fezzan                                   |                                              |
| Fika                         | Emiraat Fika                                       | Bole: Fika                                   |
| Fouta Djallon                | Koninkrijk Fouta Djallon (ook wel: Almamaat Timbo) | Fula: Fuuta Jallon                           |
| Fouta Toro                   | Koninkrijk Fouta Toro                              | Fula: Fuuta Tooro                            |
| Frankfurt                    | Vrije Stad Frankfurt                               | Duits: Frankfurt                             |
| Frankrijk                    | Koninkrijk Frankrijk (Restauratie)                 | Frans: France                                |

### G
| Korte landsnaam (Nederlands) | Lange landsnaam (Nederlands)                | Korte landsnaam (oorspronkelijke taal/talen) |
| ---------------------------- | ------------------------------------------- | -------------------------------------------- |
| Garo                         | Koninkrijk Garo (ook wel: Koninkrijk Bosha) | Sidama: Garo                                 |
| Geledi                       | Sultanaat Geledi                            | Arabisch: غوبرون Somalisch: Geledi           |
| Gera                         | Koninkrijk Gera                             | Afaan Oromo: Gera                            |
| Gimirra                      | Koninkrijk Gimirra                          | Yemsa: Gimirra                               |
| Gliji                        | Gliji (ook wel: Genyigba)                   | Gen:                                         |
| Gomma                        | Koninkrijk Gomma                            | Afaan Oromo: Goma                            |
| Grand-Bassam                 | Koninkrijk Grand-Bassam                     | Moossou                                      |
| Griekwastad                  | Griekwastad                                 | Nederlands: Griekwastad                      |
| Gumel                        | Emiraat Gumel                               | Hausa: Gumel                                 |
| Gumma                        | Koninkrijk Gumma                            | Afaan Oromo: Gumma                           |
| Gwalior (vanaf 1818)         | Gwalior (ook wel: Ujjain)                   | Marathi: ग्वाल्हेर                               |

### H
| Korte landsnaam (Nederlands) | Lange landsnaam (Nederlands)                                     | Korte landsnaam (oorspronkelijke taal/talen) |
| ---------------------------- | ---------------------------------------------------------------- | -------------------------------------------- |
| Hamahame                     | Sultanaat Hamahame                                               | Comorees: Hamahame                           |
| Hamamvu                      | Sultanaat Hamamvu                                                | Comorees: Hamamvu                            |
| Hamburg                      | Vrije en Hanzestad Hamburg                                       | Duits: Hamburg                               |
| Hambu                        | Sultanaat Hambu                                                  | Comorees: Hambu                              |
| Hamdullahi (vanaf 1818)      | Kalifaat Hamdullahi (ook wel: Dina / Sise Jihad Staat)           | Fula:                                        |
| Hannover                     | Koninkrijk Hannover                                              | Duits: Hannover                              |
| Harar                        | Emiraat Harar                                                    | Ge'ez: Harar / ሐረር                           |
| Hawaï                        | Koninkrijk Hawaï                                                 | Hawaïaans: Hawaii                            |
| Hessen                       | Groothertogdom Hessen en bij de Rijn (ook wel: Hessen-Darmstadt) | Duits: Hessen                                |
| Hessen-Homburg               | Landgraafschap Hessen-Homburg                                    | Duits: Hessen-Homburg                        |
| Hessen-Kassel                | Keurvorstendom Hessen                                            | Duits: Kurhessen                             |
| Hohenzollern-Hechingen       | Vorstendom Hohenzollern-Hechingen                                | Duits: Hohenzollern-Hechingen                |
| Hohenzollern-Sigmaringen     | Vorstendom Hohenzollern-Sigmaringen                              | Duits: Hohenzollern-Sigmaringen              |
| Huahine                      | Koninkrijk Huahine                                               | Huahine                                      |

### I
| Korte landsnaam (Nederlands) | Lange landsnaam (Nederlands)                                            | Korte landsnaam (oorspronkelijke taal/talen) |
| ---------------------------- | ----------------------------------------------------------------------- | -------------------------------------------- |
| Idoani                       | Confederatie Idoani                                                     | Yoruba: Idoani                               |
| Igala                        | Koninkrijk Igala (ook wel: Koninkrijk Idah)                             | Igala: Igala                                 |
| Igara                        | Koninkrijk Igara                                                        | Hororo: Igara                                |
| Igbirra                      | Igbirra (ook wel: Ebira)                                                | Igbirra: Igbirra                             |
| Ijebu                        | Koninkrijk Ijebu (ook wel: Koninkrijk Jebu)                             | Yoruba: Ijebu                                |
| Ilé-Ifè                      | Koninkrijk Ilé-Ifè                                                      | Yoruba: Ilé—Ifẹ̀                              |
| Imerina                      | Koninkrijk Imerina (ook wel: Koninkrijk Merina / Koninkrijk Madagaskar) | Plateaumalagasi: Imerina                     |
| Isedo                        | Koninkrijk Isedo                                                        | Yoruba: Ìsẹ̀dó                                |
| Itsandra                     | Sultanaat Itsandra                                                      | Comorees: Itsandra                           |
| Iwo                          | Koninkrijk Iwo                                                          | Yoruba: Iwo                                  |

### J
| Korte landsnaam (Nederlands) | Lange landsnaam (Nederlands)                    | Korte landsnaam (oorspronkelijke taal/talen) |
| ---------------------------- | ----------------------------------------------- | -------------------------------------------- |
| Jaintia                      | Koninkrijk Jaintia                              | Pnar:                                        |
| Jambi                        | Jambi                                           | Jambimaleis: Jambi                           |
| Janjira                      | Janjira                                         |                                              |
| Japan                        | Tokugawa-shogunaat                              | Japans: Nippon / 日本                        |
| Jimma                        | Koninkrijk Jimma                                | Ometo: Kaka Jima                             |
| Johor                        | Sultanaat Johor (ook wel: Sultanaat Johor-Riau) | Johormaleis: Johor                           |
| Jolof                        | Koninkrijk Jolof                                | Wolof: Jolof                                 |
| Joseon                       | Koninkrijk Groot Joseon                         | Koreaans: Chosŏn / 대조선국                  |

### K
| Korte landsnaam (Nederlands) | Lange landsnaam (Nederlands)                                     | Korte landsnaam (oorspronkelijke taal/talen)                 |
| ---------------------------- | ---------------------------------------------------------------- | ------------------------------------------------------------ |
| Kaabu                        | Koninkrijk Kaabu (ook wel: Gabu / Ngabou / N’Gabu)               | Madninka: Kaabu                                              |
| Kaarta                       | Koninkrijk Kaarta                                                | Bambara: Kaarta                                              |
| Kabasarana                   | Kabasarana                                                       |                                                              |
| Kachari                      | Koninkrijk Kachari (ook wel: Koninkrijk Dimasa)                  | Assamees: কছাৰী ৰাজ্য                                            |
| Kaffa                        | Koninkrijk Kaffa                                                 | Kaffa: Kaffa                                                 |
| Kajara                       | Koninkrijk Kajara                                                | Kajara                                                       |
| Kalabari                     | Koninkrijk Kalabari                                              | Kalabari: Kalabari                                           |
| Kalat (vanaf 1818)           | Vazalstaat: Kanaat Kalat                                         | Beloetsji: Kalāt / قلات                                      |
| Karagwe                      | Koninkrijk Karagwe                                               | Nyambo: Karagwe                                              |
| Kasanje                      | Koninkrijk Kasanje (ook wel: Koninkrijk Jaga)                    | Kasanzi                                                      |
| Kazembe                      | Koninkrijk Kazembe                                               | Bemba: Kazembe                                               |
| Kebbi                        | Emiraat Kebbi (ook wel: Emiraat Argungu)                         | Hausa: Kebbi                                                 |
| Kénédougou                   | Koninkrijk Kénédougou                                            | Maninka: Kenedugu                                            |
| Kerkelijke Staat             | Kerkelijke Staat (ook wel: Staat van de Kerk / Pauselijke Staat) | Italiaans: Stato Pontificio Latijn: Status Pontificius       |
| Ketu                         | Ketu (ook wel: Ketou)                                            | Yoruba: Ketu                                                 |
| Khairpur                     | Khairpur                                                         |                                                              |
| Khasso                       | Koninkrijk Khasso                                                | Fula: Xaaso                                                  |
| Kilwa                        | Sultanaat Kilwa                                                  | Swahili: Kilwa                                               |
| Kitangonya                   | Sjeikdom Kitangonya                                              | Kitangonya                                                   |
| Kokand                       | Kanaat Kokand (ook wel: Kanaat Farghana)                         | Perzisch: خوقند Russisch: Коканд                             |
| Kombo                        | Koninkrijk Kombo                                                 |                                                              |
| Kong                         | Koninkrijk Kong (ook wel: Wattara / Ouattara)                    | Dioula: Kong                                                 |
| Kongo                        | Koninkrijk Kongo                                                 | Kikongo: Kongo                                               |
| Konta                        | Koninkrijk Konta                                                 | Kaffa: Konta                                                 |
| Kooki                        | Koninkrijk Kooki                                                 | Kooki                                                        |
| Koya Temne                   | Koninkrijk Koya Temne                                            | Temne: Koya-Temne                                            |
| Kpa Mende                    | Confederatie Kpa Mende                                           | Mende: Kpaa Mende                                            |
| Krung Thep                   | Koninkrijk Krung Thep (ook wel: Koninkrijk Siam)                 | Thai:                                                        |
| Kuba                         | Koninkrijk Kuba (ook wel: Koninkrijk Bushongo)                   |                                                              |
| Kubu                         | Kubu                                                             |                                                              |
| Kunduz                       | Kanaat Kunduz                                                    | Dari: قندوز Oezbeeks: Kunduz Pasjtoe: کندز Tadzjieks: Қундуз |
| Kutai Kartanegara            | Kutai Kartanegara                                                | Kutai:                                                       |
| Kwararafa                    | Kwararafa                                                        | Jukun Takum:                                                 |

### L
| Korte landsnaam (Nederlands)              | Lange landsnaam (Nederlands)             | Korte landsnaam (oorspronkelijke taal/talen) |
| ----------------------------------------- | ---------------------------------------- | -------------------------------------------- |
| La Dombe                                  | Sultanaat La Dombe                       | Comorees:                                    |
| Laghouat                                  | Laghouat                                 | Arabisch: الأغواط Berbers:                   |
| Lanao                                     | Confederatie van Sultanaten in Lanao     | Maranao:                                     |
| Lete                                      | Lete (ook wel: Balete)                   | Tswana: baLete                               |
| Liechtenstein                             | Vorstendom Liechtenstein                 | Duits: Liechtenstein                         |
| Limmu-Ennarea                             | Koninkrijk Limmu-Ennarea                 | Afaan Oromo: Limu-'Enarya                    |
| Lippe                                     | Vorstendom Lippe                         | Duits: Lippe                                 |
| Loango                                    | Koninkrijk Loango                        | Kikongo: Lwããgu                              |
| Luba                                      | Koninkrijk Luba                          | Tshiluba: Luba                               |
| Lübeck                                    | Vrije en Hanzestad Lübeck                | Duits: Lübeck                                |
| (tot 7 november) Lucca (vanaf 7 november) | Hertogdom Lucca                          | Italiaans: Lucca                             |
| Lunda                                     | Koninkrijk Lunda                         | Tshilunda: Lunda                             |
| Luuka                                     | Luuka                                    | Lusoga: Luuka                                |
| Luwu                                      | Koninkrijk Luwu (ook wel: Luwuq / Wareq) | Boeginees: Luwu / ᨒᨘᨓᨘ                         |
| Luxemburg                                 | Groothertogdom Luxemburg                 | Duits: Luxemburg Frans: Luxembourg           |

### M
| Korte landsnaam (Nederlands) | Lange landsnaam (Nederlands)                                | Korte landsnaam (oorspronkelijke taal/talen) |
| ---------------------------- | ----------------------------------------------------------- | -------------------------------------------- |
| Maguindanao                  | Sultanaat Maguindanao                                       | Arabisch:                                    |
| Majeerteen                   | Sultanaat Majeerteen (ook wel: Sultanaat Harti / Majerteen) | Arabisch: ماجرتين Somalisch: Majeerteen      |
| Mandara                      | Sultanaat Mandara (ook wel: Sultanaat Wandala)              | Mandara                                      |
| Manipur                      | Koninkrijk Manipur                                          |                                              |
| Mankessim                    | Koninkrijk Mankessim                                        | Fante: Mankessim                             |
| Maore                        | Sultanaat Maore (ook wel: Sultanaat Mawuti)                 | Comorees:                                    |
| Maradi                       | Maradi                                                      | Hausa: Maradi                                |
| Maratharijk (tot 1818)       | Marathaconfederatie                                         | Marathi: Marāṭhā Sāmrājya / मराठा साम्राज्य        |
| Maravi                       | Koninkrijk Maravi                                           | Nyanja:                                      |
| Marokko                      | Koninkrijk Marokko                                          | Arabisch: al-Maġrib / المغرب                 |
| Massa en Carrara             | Hertogdom Massa en Vorstendom Carrara                       | Italiaans: Massa e Carrara                   |
| Massina                      | Massina                                                     | Fula:                                        |
| Mataram                      | Sultanaat Mataram                                           | Javaans: Mataram                             |
| Maymana                      | Kanaat Maymana (ook wel: Maimana)                           | Perzisch: Maymana / میمنه                    |
| Mbaku                        | Sultanaat Mbaku                                             | Comorees: Mbaku                              |
| Mbude                        | Sultanaat Mbude                                             | Comorees: Mbude                              |
| Mbunda                       | Koninkrijk Mbunda                                           | Mbunda: Mbunda                               |
| Mecklenburg-Schwerin         | Groothertogdom Mecklenburg-Schwerin                         | Duits: Mecklenburg-Schwerin                  |
| Mecklenburg-Strelitz         | Groothertogdom Mecklenburg-Strelitz                         | Duits: Mecklenburg-Strelitz                  |
| Meliau                       | Sultanaat Meliau                                            | Meliau                                       |
| Menabe                       | Koninkrijk Menabe                                           | Sakalava-Malagasi:                           |
| Mitsamihuli                  | Sultanaat Mitsamihuli                                       | Comorees: Mitsamihuli                        |
| Modena en Reggio             | Hertogdom Modena en Reggio                                  | Italiaans: Modena e Reggio                   |
| Mogolrijk                    | Mogolrijk                                                   | Perzisch: Shāhān-e Moġul / حکومت مغلیاں      |
| Montenegro                   | Prinsbisdom Montenegro                                      | Servisch: Crna Gora / Црна Гора              |
| Mthethwa                     | Mthethwa                                                    | Zoeloe: Mthethwa                             |
| Muscat en Oman               | Sultanaat Muscat                                            | Arabisch: Masqaṭ wa-‘Umān / مسقط وعمان       |

### N
| Korte landsnaam (Nederlands) | Lange landsnaam (Nederlands) | Korte landsnaam (oorspronkelijke taal/talen) |
| ---------------------------- | ---------------------------- | -------------------------------------------- |
| Nassau                       | Hertogdom Nassau             | Duits: Nassau                                |
| Ndwandwe                     | Ndwandwe                     | Zoeloe: Ndwandwe                             |
| Ndzuwani                     | Sultanaat Ndzuwani           | Comorees: Ndzuwani                           |
| Nederland                    | Koninkrijk der Nederlanden   | Nederlands: Nederland                        |
| Negeri Sembilan              | Negeri Sembilan Darul Khusus | Maleis: Negeri Sembilan / نڬري سمبيلن        |
| Nembe                        | Koninkrijk Nembe             | Izon: Nembe                                  |
| Ngoyo                        | Koninkrijk Ngoyo             | N'Goyo                                       |
| Niue-Fekai                   | Koninkrijk Niue-Fekai        | Niuees: Niue-Fekai                           |
| Nshenyi                      | Koninkrijk Nshenyi           | Hororo: Nshenyi                              |
| Nungu                        | Koninkrijk Nungu             | Gurma: Nungu                                 |
| Nupe                         | Koninkrijk Nupe              | Nupe: Nupe                                   |

### O
| Korte landsnaam (Nederlands)             | Lange landsnaam (Nederlands)                   | Korte landsnaam (oorspronkelijke taal/talen) |
| ---------------------------------------- | ---------------------------------------------- | -------------------------------------------- |
| Obwera                                   | Koninkrijk Obwera                              | Hororo: Obwera                               |
| Oke-Ila Orangun                          | Oke-Ila en Ila-Orangun (ook wel Ile-Yara)      | Yoruba: Òkè-Ìlá Òràngún                      |
| Okrika                                   | Koninkrijk Okrika                              | Kalabari: Okrika                             |
| Oldenburg                                | Hertogdom Oldenburg                            | Duits: Oldenburg                             |
| Ondo                                     | Koninkrijk Ondo                                | Yoruba: Ondo                                 |
| Onitsha                                  | Koninkrijk Onitsha                             | Igbo: Ọnịcha                                 |
| Oostenrijk                               | Keizerrijk Oostenrijk                          | Duits: Österreich                            |
| Orungu                                   | Koninkrijk Orungu                              | Myene:                                       |
| Osogbo                                   | Koninkrijk Osogbo                              | Yoruba: Oṣogbo                               |
| Ottomaanse Rijk (ook wel: Osmaanse Rijk) | Sublieme Ottomaanse Staat                      | Osmaans: عثمانلى دولتى / Osmanlı Devleti     |
| Ouaddaï                                  | Koninkrijk Ouaddaï (ook wel: Koninkrijk Wadai) | Maba:                                        |
| Owo                                      | Koninkrijk Owo                                 | Yoruba: Owo                                  |
| Oyo                                      | Koninkrijk Oyo                                 | Yoruba: Oyo                                  |

### P
| Korte landsnaam (Nederlands) | Lange landsnaam (Nederlands)                              | Korte landsnaam (oorspronkelijke taal/talen) |
| ---------------------------- | --------------------------------------------------------- | -------------------------------------------- |
| Paaseiland                   | Paaseiland                                                | Rapa Nui: Rapa Nui                           |
| Pagaruyung                   | Koninkrijk Pagaruyung (ook wel: Minangkabau / Malayapura) | Maleis:Pagar Ruyung Minangkabaus: Sanskriet: |
| Palembang                    | Sultanaat Palembang                                       | Musi:                                        |
| Paraguay                     | Republiek Paraguay                                        | Spaans: Paraguay                             |
| Parma en Piacenza            | Hertogdom Parma en Piacenza                               | Italiaans: Parma e Piacenza                  |
| Pasir                        | Sultanaat Pasir                                           |                                              |
| Pate                         | Sultanaat Pate                                            | Swahili:                                     |
| Perzië                       | Perzische Rijk                                            | Perzisch: Irân / ایران                       |
| Pontianak                    | Sultanaat Pontianak                                       | Pontianak                                    |
| Porto-Novo                   | Koninkrijk Porto-Novo                                     | Fon: Ajache Ipo                              |
| Portugal                     | Verenigd Koninkrijk van Portugal, Brazilië en de Algarve  | Portugees: Portugal                          |
| Potiskum                     | Emiraat Potiskum                                          | Ngizim: Potiskum                             |
| Pruisen                      | Koninkrijk Pruisen                                        | Duits: Preußen                               |

### R
| Korte landsnaam (Nederlands) | Lange landsnaam (Nederlands)                                     | Korte landsnaam (oorspronkelijke taal/talen)        |
| ---------------------------- | ---------------------------------------------------------------- | --------------------------------------------------- |
| Raiatea                      | Koninkrijk Raiatea                                               | Tahitiaans: Ra'iatea                                |
| Rapa Iti                     | Rapa Iti (ook wel: Oparo)                                        | Rapan: Rapa Iti                                     |
| Ras al-Khaimah               | Emiraat Ras al-Khaimah (ook wel: Ras al-Chaima)                  | Arabisch: Ras al-Khaimah / رأس الخيمة               |
| Reuss-Ebersdorf              | Vorstendom Reuss-Ebersdorf                                       | Duits: Reuß-Ebersdorf                               |
| Reuss-Lobenstein             | Vorstendom Reuss-Lobenstein                                      | Duits: Reuß-Lobenstein                              |
| Reuss oudere linie           | Vorstendom Reuss oudere linie                                    | Duits: Reuß ältere Linie                            |
| Reuss-Schleiz-Gera           | Vorstendom Reuss-Schleiz en Gera                                 | Duits: Reuß-Schleiz-Gera                            |
| Rey Bouba                    | Sultanaat Rey Bouba                                              |                                                     |
| Rimatara                     | Koninkrijk Rimatara                                              | Austral: Rimatara                                   |
| Rozwi                        | Rozwi (ook wel: Lozwi / Changamire / Botwa / Ukalanga / Karanga) | Kalanga:                                            |
| Rujumbura                    | Koninkrijk Rujumbura                                             | Rujumbura                                           |
| Rukiga                       | Koninkrijk Rukiga                                                | Rukiga: Rukiga                                      |
| Rurutu                       | Koninkrijk Rurutu                                                | Rurutisch: Rurutu                                   |
| Rusland                      | Keizerrijk Rusland (ook wel: Russische Rijk)                     | Russisch: Rossijskaja Imperija / Российская Империя |
| Rwanda                       | Koninkrijk Rwanda                                                | Kinyarwanda: Rwanda                                 |

### S
| Korte landsnaam (Nederlands) | Lange landsnaam (Nederlands)                                                    | Korte landsnaam (oorspronkelijke taal/talen) |
| ---------------------------- | ------------------------------------------------------------------------------- | -------------------------------------------- |
| Saksen                       | Koninkrijk Saksen                                                               | Duits: Sachsen                               |
| Saksen-Coburg-Saalfeld       | Hertogdom Saksen-Coburg-Saalfeld                                                | Duits: Sachsen-Coburg-Saalfeld               |
| Saksen-Gotha-Altenburg       | Hertogdom Saksen-Gotha-Altenburg                                                | Duits: Sachsen-Gotha-Altenburg               |
| Saksen-Weimar-Eisenach       | Groothertogdom Saksen-Weimar-Eisenach                                           | Duits: Sachsen-Weimar-Eisenach               |
| Saksen-Meiningen             | Hertogdom Saksen-Meiningen (ook wel: Hertogdom Saksen-Meiningen-Hildburghausen) | Duits: Sachsen-Meiningen                     |
| Saloum                       | Koninkrijk Saloum                                                               | Serer: Saluum                                |
| Samoa                        | Koninkrijk Samoa                                                                | Samoaans: Samoa                              |
| San Marino                   | Republiek San Marino                                                            | Italiaans: San Marino                        |
| Sangli (vanaf 1818)          | Sangli                                                                          | Marathi: सांगली                                 |
| Sankul                       | Sjeikdom Sankul                                                                 | Sankul                                       |
| Sanwi                        | Koninkrijk Sanwi                                                                | Anyin: Sanwi                                 |
| Sardinië                     | Koninkrijk Sardinië (ook wel: Piëmont-Sardinië)                                 | Italiaans: Sardegna                          |
| Schaumburg-Lippe             | Vorstendom Schaumburg-Lippe                                                     | Duits: Schaumburg-Lippe                      |
| Schwarzburg-Rudolstadt       | Vorstendom Schwarzburg-Rudolstadt                                               | Duits: Schwarzburg-Rudolstadt                |
| Schwarzburg-Sondershausen    | Vorstendom Schwarzburg-Sondershausen                                            | Duits: Schwarzburg-Sondershausen             |
| Selangor                     | Sultanaat Selangor Darul Ehsan                                                  | Maleis: Selangor / سلاڠور                    |
| Selimbau                     | Selimbau                                                                        | Maleis: Selimbau                             |
| Sennar                       | Funj-sultanaat Sennar (ook wel: Sultanaat Sinnar of Blauwe Sultanaat)           | Arabisch: السلطنة الزرقاء                    |
| Sharjah                      | Emiraat Sharjah                                                                 | Arabisch: Aš Šāriqah / الشارقة               |
| Sheka                        | Sheka                                                                           | Sheka                                        |
| Shenge                       | Shenge                                                                          | Shenge                                       |
| Shewa                        | Shewa (ook wel: Shoa / Shua / Showa / Shuwa)                                    | Afaan Oromo: Shawaa Amhaars: ሸዋ              |
| Shilluk                      | Koninkrijk Shilluk                                                              | Shilluk: Läg Cøllø                           |
| Siak                         | Sultanaat Siak Sri Indrapura                                                    | Maleis: Siak                                 |
| Sigave                       | Koninkrijk Sigave (ook wel: Singave / Sigavé)                                   | Futunisch: Sigave                            |
| Sikh                         | Rijk van de Sikhs (ook wel: Punjab)                                             | Perzisch:                                    |
| Silat                        | Silat                                                                           | Maleis: Silat                                |
| Sindh                        | Sindh (Talpur-dynastie)                                                         | Sindhi: سنڌ Urdu: سندھ                       |
| Sine                         | Koninkrijk Sine (ook wel: Sin)                                                  | Serer: Siin                                  |
| Sjeberghan                   | Kanaat Sjeberghan (ook wel: Sheberghan / Shibarghan)                            | Perzisch: Shaburghān / شبرغان                |
| Sokoto                       | Kalifaat Sokoto                                                                 | Fula: Sokoto                                 |
| Spanje                       | Koninkrijk Spanje                                                               | Spaans: España                               |
| Sintang                      | Sitang                                                                          |                                              |
| Suket                        | Koninkrijk Suket                                                                | Hindoestani: Suket / सुकेत                     |
| Sulu                         | Sultanaat Sulu Dar al-Islam                                                     | Arabisch:                                    |
| Swaziland                    | Koninkrijk Swaziland                                                            | Swazi: Swaziland                             |

### T
| Korte landsnaam (Nederlands) | Lange landsnaam (Nederlands)           | Korte landsnaam (oorspronkelijke taal/talen) |
| ---------------------------- | -------------------------------------- | -------------------------------------------- |
| Tadjourah                    | Sultanaat Tadjourah                    | Afar: Tagórri                                |
| Tagant                       | Emiraat Tagant                         | Arabisch: Tagant / ولاية تكانت               |
| Tahiti                       | Koninkrijk Tahiti                      | Tahitiaans: Otaheiti                         |
| Tahuata                      | Koninkrijk Tahuata                     | Zuid-Marquesas: Tahuata                      |
| Tawaeli                      | Tawaeli                                | Kaili:                                       |
| Tawana                       | Tawana (ook wel: Batawana / Ngamiland) | Tswana: baTawana                             |
| Tekna                        | Tekna-confederatie                     | Hassaniya: Tashelhiyt:                       |
| Tenkodogo                    | Tenkodogo                              | More: Tenkodogo                              |
| Tonga                        | Tonga                                  | Tongaans: Tuʻi Tonga                         |
| Toscane                      | Groothertogdom Toscane                 | Italiaans: Toscana                           |
| Touggourt                    | Sultanaat Touggourt                    |                                              |
| Trarza                       | Emiraat Trarza                         | Arabisch: Trarza / ولاية الترارزة            |
| Tumbatu                      | Sjeikdom Tumbatu                       | Tumbatu                                      |

### U
| Korte landsnaam (Nederlands) | Lange landsnaam (Nederlands)                 | Korte landsnaam (oorspronkelijke taal/talen) |
| ---------------------------- | -------------------------------------------- | -------------------------------------------- |
| Ubani                        | Koninkrijk Ubani (ook wel: Koninkrijk Bonny) | Ibibio: Okolo-Ama                            |
| Umm al-Qaiwain               | Emiraat Umm al-Qaiwain                       | Arabisch: Umm al Quwwayn / أمّ القيوين        |
| Unyanyembe                   | Unyanyembe                                   |                                              |

### V
| Korte landsnaam (Nederlands)                 | Lange landsnaam (Nederlands)                                                                 | Korte landsnaam (oorspronkelijke taal/talen)  |
| -------------------------------------------- | -------------------------------------------------------------------------------------------- | --------------------------------------------- |
| Verenigd Koninkrijk                          | Verenigd Koninkrijk van Groot-Brittannië en Ierland                                          | Engels: United Kingdom                        |
| Verenigde Provincies van de Río de la Plata  | Verenigde Provincies van de Río de la Plata (ook wel: Verenigde Provincies van Zuid-Amerika) | Spaans: Provincias Unidas del Río de la Plata |
| (tot 4 juli) Verenigde Staten (vanaf 4 juli) | Verenigde Staten van Amerika                                                                 | Engels: United States                         |
| Vietnam                                      | Vietnamese Rijk                                                                              | Vietnamees: Việt Nam / 越南                   |

### W
| Korte landsnaam (Nederlands) | Lange landsnaam (Nederlands)             | Korte landsnaam (oorspronkelijke taal/talen)    |
| ---------------------------- | ---------------------------------------- | ----------------------------------------------- |
| Waalo                        | Koninkrijk Waalo (ook wel: Oualo)        | Wolof: Waalo                                    |
| Wajoq                        | Koninkrijk Wajoq (ook wel: Wajo / Wajok) | Boeginees: Wajoq / ᨓᨍᨚ                           |
| Walayta                      | Koninkrijk Walayta (ook wel: Welayta)    | Wolaytta: Walayta                               |
| Waldeck                      | Vorstendom Waldeck en Pyrmont            | Duits: Waldeck                                  |
| Wallis                       | Koninkrijk Wallis (ook wel: Uvea)        | Wallisiaans: 'Uvea                              |
| Wanga                        | Koninkrijk Wanga                         | Luhya: Wanga                                    |
| Warri                        | Koninkrijk Warri                         | Itsekiri: Warri                                 |
| Warsangali                   | Sultanaat Warsangali (ook wel: Gerad)    | Arabisch: سلطنة الورسنجلي Somalisch: Warsangeli |
| Washili                      | Sultanaat Washili                        | Comorees:Washili                                |
| Württemberg                  | Koninkrijk Württemberg                   | Duits: Württemberg                              |

### X
| Korte landsnaam (Nederlands) | Lange landsnaam (Nederlands) | Korte landsnaam (oorspronkelijke taal/talen) |
| ---------------------------- | ---------------------------- | -------------------------------------------- |
| Xiva                         | Kanaat Xiva                  | Oezbeeks: Xiva                               |

### Y
| Korte landsnaam (Nederlands) | Lange landsnaam (Nederlands)                    | Korte landsnaam (oorspronkelijke taal/talen) |
| ---------------------------- | ----------------------------------------------- | -------------------------------------------- |
| Yengar                       | Koninkrijk Yengar (ook wel: Koninkrijk Janjero) | Sidamo: Yengar                               |

### Z
| Korte landsnaam (Nederlands)  | Lange landsnaam (Nederlands)                    | Korte landsnaam (oorspronkelijke taal/talen)               |
| ----------------------------- | ----------------------------------------------- | ---------------------------------------------------------- |
| Zoeloekoninkrijk              | Koninkrijk van de Zoeloes (ook wel: Zoeloeland) | Zoeloe: Wene wa Zulu                                       |
| Zuba                          | Zuba                                            | Hausa: Zuba                                                |
| Zweden-Noorwegen (vanaf 1818) | Verenigde Koninkrijken van Zweden en Noorwegen  | Deens en Noors: Norge og Sverige Zweeds: Sverige och Norge |
| Zwitserland                   | Zwitserse Bondsstaat                            | Duits: Schweiz Frans: Suisse Italiaans: Svizzera           |

## Andere landen

### Unie tussen Zweden en Noorwegen
De Unie tussen Zweden en Noorwegen was een personele unie, waarbij de koning van Zweden tevens koning van Noorwegen was. Noorwegen had binnen deze unie een grote mate van autonomie.
| Korte landsnaam (Nederlands) | Officiële landsnaam (Nederlands) | Korte landsnaam (oorspronkelijke taal/talen) |
| ---------------------------- | -------------------------------- | -------------------------------------------- |
| Noorwegen                    | Koninkrijk Noorwegen             | Deens en Noors: Norge                        |
| Zweden                       | Koninkrijk Zweden                | Zweeds: Sverige                              |

### Landen binnen de grenzen van het Ottomaanse Rijk
In onderstaande lijst zijn staten opgenomen die lagen in het gebied dat officieel behoorde tot het Ottomaanse Rijk, maar waar het Ottomaanse Rijk geen zeggenschap had.
| Korte landsnaam (Nederlands) | Lange landsnaam (Nederlands)                                                | Korte landsnaam (oorspronkelijke taal/talen)                                 |
| ---------------------------- | --------------------------------------------------------------------------- | ---------------------------------------------------------------------------- |
| Aqrabi                       | Sjeikdom Aqrabi                                                             | Arabisch: 'Aqrabi / عقربي                                                    |
| Audhali                      | Sultanaat Audhali                                                           | Arabisch: al-ʿAwdhalī / العوذلي                                              |
| Bayda                        | Sultanaat Bayda (ook wel: Beda / Baidah)                                    | Arabisch: Al-Bayḍā / ٱلْبَيْضَاء                                                 |
| Beihan                       | Emiraat Beihan (ook wel: Bayhan)                                            | Arabisch: Bayḥān / بيحان                                                     |
| Dhala                        | Emiraat Dhala (ook wel: Dali / Dhali / Amiri)                               | Arabisch: aḍ-Ḍāliʿ / الضالع                                                  |
| Diriyah (tot 1818)           | Emiraat Diriyah (ook wel: Eerste Saoedische Staat)                          | Arabisch: ad-Dir‘iyya / الدرعية                                              |
| Fadhli                       | Sultanaat Fadhli                                                            | Arabisch: Faḍlī / فضلي                                                       |
| Haushabi                     | Sultanaat Haushabi                                                          | Arabisch: Al-Hawshabī / الحوشبي                                              |
| Kathiri                      | Sultanaat Kathiri                                                           | Arabisch: al-Kathīrī / الكثيري                                               |
| Koeweit                      | Sjeikdom Koeweit                                                            | Arabisch: al-Kuwayt / الكويت                                                 |
| Lahej                        | Sultanaat Lahej (ook wel: Sultanaat Abdali / Lahij)                         | Arabisch: Laḥij / لحج                                                        |
| Mahra                        | Mahrasultanaat Qishn en Socotra (ook wel: Mahrasultanaat Ghayda en Socotra) | Arabisch: Salṭanat Mahrah fī Qishn wa Suquṭrah / سلطنة المهرة في قشن و سقطرة |
| Manfuha (tot 1818)           | Sjeikdom Manfuha                                                            | Arabisch: Manfuha / منفوحة                                                   |
| Mukalla                      | Staat Mukalla                                                               | Arabisch: al-Mukallā / ٱلْمُكَلَّا                                                |
| Mutayr                       | Sjeikdom Mutayr                                                             | Arabisch: Mutayr / مطير                                                      |
| Neder-Aulaqi                 | Sultanaat Neder-Aulaqi                                                      | Arabisch: ʿAwlaqī al-Suflī / العوالق السفلى                                  |
| Neder-Yafa                   | Sultanaat Neder-Yafa                                                        | Arabisch: Yāfiʿ al-Suflā / يافع السفلى                                       |
| Opper-Aulaqi (sjeikdom)      | Sjeikdom Opper-Aulaqi                                                       | Arabisch: Mashyakhat al-ʿAwālaq al-ʿUlyā / مشيخة العوالق العليا              |
| Opper-Aulaqi (sultanaat)     | Sultanaat Opper-Aulaqi                                                      | Arabisch: Salṭanat al-ʿAwālaq al-ʿUlyā / سلطنة العوالق العليا                |
| Opper-Yafa                   | Staat Opper-Yafa (ook wel: Sultanaat Opper-Yafa)                            | Arabisch: Yāfiʿ al-ʿUlyā / يافع العليا                                       |
| Qasimiden                    | Imamaat van de Qasimiden (Imamaat Jemen / Imamaat van de Zaidieten)         | Arabisch:                                                                    |
| Shaib                        | Sjeikdom Shaib                                                              | Arabisch: Shuʿayb / شعيب                                                     |
| Shihr                        | Shihr                                                                       | Arabisch: Ash Shihr / الشحر                                                  |
| Subeihi                      | Sultanaat Subeihi                                                           | Arabisch: aṣ-Ṣubayḥī / الصبيحي                                               |
| Unayzah                      | Emiraat Unayzah (ook wel: Anayzah)                                          | Arabisch: Unaizah / عنيزة                                                    |
| Wahidi                       | Sultanaat Wahidi                                                            | Arabisch: Wāḥidī / واحدي                                                     |

### Landen binnen de grenzen van het Perzische Rijk
In onderstaande lijst zijn staten opgenomen die lagen in het gebied dat officieel behoorde tot Perzië, maar waarover Perzië weinig tot geen controle had.
| Korte landsnaam (Nederlands) | Officiële landsnaam (Nederlands)                            | Korte landsnaam (oorspronkelijke taal/talen)                              |
| ---------------------------- | ----------------------------------------------------------- | ------------------------------------------------------------------------- |
| Gazikumukh                   | Kanaat Gazikumukh (ook wel: Lak / Kazi-Kumukh / Qazi-Qumuq) | Lak: Gazigumukssa Khanlug Perzisch:                                       |
| Jerevan                      | Kanaat Jerevan                                              | Armeens: Yerevan / Երևան Azerbeidzjaans: İrəvan Perzisch: Īravān / ایروان |
| Maku                         | Kanaat Maku (ook wel: Kangarli)                             | Azerbeidzjaans: Maku Perzisch: Mākū / ماكو                                |
| Marand                       | Kanaat Marand (ook wel: Morand)                             | Azerbeidzjaans: Mərənd Perzisch: Marand / مرند                            |
| Nachitsjevan                 | Kanaat Nachitsjevan                                         | Azerbeidzjaans: Naxçivan Perzisch: خانات نخجوان                           |

### Autonome gebieden binnen de Marathaconfederatie
De soevereine vorst van de Marathaconfederatie was de chhatrapati van de Bhonsle-dynastie, gezeteld in Satara. De feitelijke macht was echter in handen van de peshwa (premier) van de Bhat-familie. Daarnaast hadden grote delen van het rijk een semi-autonome status. De belangrijkste dynastieën die deze gebieden bestuurden waren de Holkar van Indore, de Scindia van Gwalior en de Puar van Dewas, maar er waren vele andere semi-autonome gebieden.
| Korte landsnaam (Nederlands)   | Status                                                                   | Korte landsnaam (oorspronkelijke taal/talen) |
| ------------------------------ | ------------------------------------------------------------------------ | -------------------------------------------- |
| Akalkot (tot 1818)             | Akalkot (ook wel: Akkalkot), onder bestuur van de Bhonsle-dynastie       | Marathi: अक्कलकोट                              |
| Bhor (tot 1818)                | Bhor                                                                     | Marathi: भोर                                  |
| Daphlapur (tot 1818)           | Daphlapur (ook wel: Daflepur), onder bestuur van de Dafle-dynastie       | Marathi:                                     |
| Dewas Junior (tot 12 december) | Dewas Junior, onder bestuur van de Puar-dynastie                         | Marathi:                                     |
| Dewas Senior (tot 12 december) | Dewas Senior, onder bestuur van de Puar-dynastie                         | Marathi:                                     |
| Dhar (tot 1818)                | Dhar, onder bestuur van de Puar-dynastie                                 | Marathi: धार                                  |
| Gwalior (tot 1818)             | Gwalior (ook wel: Ujjain), onder bestuur van de Scindia-dynastie         | Marathi: ग्वाल्हेर                               |
| Indore (tot 6 januari)         | Indore, onder bestuur van de Holkar-dynastie                             | Marathi: इंदूर                                 |
| Jath (tot 1818)                | Jath (ook wel: Joth), onder bestuur van de Dafle-dynastie                | Marathi: जत                                  |
| Kurundvad (tot 1818)           | Kurundvad (ook wel: Kurandvad), onder bestuur van de Patwardhan-dynastie | Marathi:                                     |
| Miraj (tot 1818)               | Miraj, onder bestuur van de Patwardhan-dynastie                          | Marathi: मिरज                                 |
| Nagpur (tot 1818)              | Nagpur, onder bestuur van de Bhonsle-dynastie                            | Marathi: नागपूर                                |
| Phaltan (tot 1818)             | Phaltan, onder bestuur van de Nimbalkar-dynastie                         | Marathi: फलटण                                |
| Sangli (tot 1818)              | Sangli, onder bestuur van de Patwardhan-dynastie                         | Marathi: सांगली                                 |

### Staten binnen het Mogolrijk
Onderstaande staten behoorden officieel tot het Mogolrijk, maar waren daarvan in feite onafhankelijk.
| Korte landsnaam (Nederlands) | Status                                                 | Korte landsnaam (oorspronkelijke taal/talen) |
| ---------------------------- | ------------------------------------------------------ | -------------------------------------------- |
| Banswara (tot 16 november)   | Banswara                                               | Wagdi:                                       |
| Barwani                      | Barwani                                                | Hindoestani: Baḍwāni / बड़वानी                  |
| Bharatpur                    | Koninkrijk Bharatpur (ook wel: Jat Staat)              | Hindoestani: Bharatpur / भरतपुर               |
| Bikaner (tot 9 maart)        | Bikaner                                                | Rajasthani: बिकाणो                              |
| Bundi (tot 10 februari)      | Bundi                                                  | Hindoestani: Būndī / बूंदी                      |
| Dungarpur (tot 11 december)  | Dungarpur                                              | Wagdi:                                       |
| Jaipur (tot 2 april)         | Jaipur                                                 | Hindi: Jayapur /जयपुर                         |
| Jaisalmer (tot 11 december)  | Jaisalmer                                              | Rajasthani: जैसलमेर                            |
| Jodhpur (tot 6 januari)      | Jodhpur (ook wel: Marwar)                              | Rajasthani: जोधपुर Urdu: جودهپُور               |
| Kishangarh (tot 26 maart)    | Kishangarh                                             | Rajasthani:                                  |
| Pratapgarh (tot 1818)        | Pratapgarh (ook wel: Pratabgarh)                       | Rajasthani:                                  |
| Sirohi                       | Sirohi                                                 | Rajasthani:                                  |
| Udaipur (tot 31 januari)     | Koninkrijk Udaipur (ook wel: Sisodia-dynastie / Mewar) | Mewari:                                      |

### Balinese koninkrijken
Het Koninkrijk Bali bestond uit diverse zelfstandige koninkrijken, waarbij de koning van Klungkung fungeerde als een primus inter pares. Ubud was een vazal van Gianyar en is niet apart weergegeven.
| Korte landsnaam (Nederlands) | Status                | Korte landsnaam (oorspronkelijke taal/talen) |
| ---------------------------- | --------------------- | -------------------------------------------- |
| Badung                       | Koninkrijk Badung     | Balinees: Badung                             |
| Bangli                       | Koninkrijk Bangli     | Balinees: Bangli                             |
| Buleleng                     | Koninkrijk Buleleng   | Balinees: Buleleng                           |
| Gianyar                      | Koninkrijk Gianyar    | Balinees: Gianyar                            |
| Jembrana                     | Koninkrijk Jembrana   | Balinees: Jembrana                           |
| Karangasem                   | Koninkrijk Karangasem | Balinees: Karangasem                         |
| Kesiman                      | Koninkrijk Kesiman    | Balinees: Kesiman                            |
| Klungkung                    | Koninkrijk Klungkung  | Balinees: Klungkung                          |
| Mengwi                       | Koninkrijk Mengwi     | Balinees: Mengwi                             |
| Pamecutan                    | Koninkrijk Pamecutan  | Balinees: Pamecutan                          |
| Tabanan                      | Koninkrijk Tabanan    | Balinees: Tabanan                            |

### Niet algemeen erkende landen
In onderstaande lijst zijn landen opgenomen die internationaal niet erkend werden, maar de facto wel onafhankelijk waren en de onafhankelijkheid hadden uitgeroepen.
| Korte landsnaam (Nederlands) | Officiële landsnaam (Nederlands) | Korte landsnaam (oorspronkelijke taal/talen)                     |
| ---------------------------- | -------------------------------- | ---------------------------------------------------------------- |
| Couto Misto                  | Couto Misto                      | Galicisch: Couto Mixto Portugees: Couto Misto Spaans: Coto Mixto |
| Haïti (republiek)            | Haïti                            | Frans: Haïti Haïtiaans-Creools: Ayiti                            |
| Haïti (koninkrijk)           | Koninkrijk Haïti                 | Frans: Haïti Haïtiaans-Creools: Ayiti                            |
| Herat (vanaf 1818)           | Vorstendom Herat                 | Pasjtoe: هرات                                                    |
| Ilorin                       | Ilorin                           | Yoruba: Ilorin                                                   |
| Liga Federal                 | Liga Federal                     | Spaans: Liga Federal                                             |
| Mombassa                     | Sultanaat Mombassa               | Arabisch: مومباسا                                                |
| Muskogee                     | Staat Muskogee                   | Engels: Muskogee                                                 |
| Servië                       | Vorstendom Servië                | Servisch: Srbija / Србија                                        |
| Venezuela                    | Republiek Venezuela              | Spaans: Venezuela                                                |

## Niet-onafhankelijke gebieden
Hieronder staat een lijst van afhankelijke gebieden.

### Afghaanse niet-onafhankelijke gebieden
| Korte landsnaam (Nederlands) | Status                                            | Korte landsnaam (oorspronkelijke taal/talen) |
| ---------------------------- | ------------------------------------------------- | -------------------------------------------- |
| Kalat (tot 1818)             | Vazalstaat: Kanaat Kalat                          | Beloetsji: Kalāt / قلات                      |
| Kharan (tot 1818)            | Vazalstaat van Kalat: Kharan                      | Beloetsji: خاران                             |
| Las Bela (tot 1818)          | Vazalstaat van Kalat: Las Bela (ook wel: Lasbela) | Beloetsji:                                   |
| Makran (to 1818)             | Vazalstaat van Kalat: Makran                      | Beloetsji: مکُران                             |

### Amerikaans-Britse niet-onafhankelijke gebieden
| Korte landsnaam (Nederlands)      | Status      | Korte landsnaam (oorspronkelijke taal/talen) |
| --------------------------------- | ----------- | -------------------------------------------- |
| Oregon Country (vanaf 20 oktober) | Condominium | Engels: Columbia District / Oregon Country   |

### Niet-onafhankelijke gebieden van Ashanti
| Korte landsnaam (Nederlands) | Status     | Korte landsnaam (oorspronkelijke taal/talen) |
| ---------------------------- | ---------- | -------------------------------------------- |
| Denkyira                     | Vazalstaat | Akan: Denkyira                               |

### Niet-onafhankelijke gebieden van Benin
De Ekiti-koninkrijken waren onder andere Ado-Ekiti, Akure (vanaf 1818), Aramoko-Ekiti, Awo-Ekiti, Ikere en Ise-Ekiti. Deze stadstaten zijn niet apart weergegeven.
| Korte landsnaam (Nederlands) | Status      | Korte landsnaam (oorspronkelijke taal/talen) |
| ---------------------------- | ----------- | -------------------------------------------- |
| Ekiti-koninkrijken           | Vazalstaten | Yoruba:                                      |

### Britse niet-onafhankelijke gebieden
| Korte landsnaam (Nederlands)                                    | Status                                                                 | Korte landsnaam (oorspronkelijke taal/talen)                                                                         |
| --------------------------------------------------------------- | ---------------------------------------------------------------------- | --- |
| Alderney                                                        | Brits Kroonbezit                                                       | Engels: Alderney Frans: Aurigny                                                                                      |
| Antigua-Barbuda-Montserrat                                      | Kolonie                                                                | Engels: Antigua-Barbuda-Montserrat                                                                                   |
| Ascension                                                       | Overzees bezit                                                         | Engels: Ascension Island                                                                                             |
| Assiniboia                                                      | Eigendom van de Hudson's Bay Company.                                  | Engels: Assiniboia (ook wel: Red River Settlement)                                                                   |
| Bahama's                                                        | Kroonkolonie                                                           | Engels: Bahama Islands                                                                                               |
| Barbados                                                        | Kolonie                                                                | Engels: Barbados |
| Bathurst                                                        | Kolonie                                                                | Engels: Bathurst |
| Berbice                                                         | Kolonie                                                                | Engels: Berbice |
| Bermuda                                                         | Kroonkolonie                                                           | Engels: Bermuda |
| Britse Goudkust                                                 | Overzees bezit, eigendom van de Company of Merchants Trading to Africa | Engels: Gold Coast                                                                                                   |
| Cape Bretoneiland                                               | Kolonie                                                                | Engels: Cape Breton Island                                                                                           |
| Ceylon                                                          | Kroonkolonie                                                           | Engels: Ceylon |
| Columbia District (tot 20 oktober)                              | Overzees bezit                                                         | Engels: Columbia District                                                                                            |
| Demerara-Essequibo                                              | Kolonie                                                                | Engels: Demerara-Essequibo                                                                                           |
| Dominica                                                        | Kolonie                                                                | Engels: Dominica |
| Fort James                                                      | Overzees bezit                                                         | Engels: Fort James                                                                                                   |
| Gibraltar                                                       | Overzees bezit                                                         | Engels: Gibraltar |
| Grenada                                                         | Kolonie                                                                | Engels: Grenada |
| Guernsey                                                        | Brits Kroonbezit                                                       | Engels: Guernsey Frans: Guernesey                                                                                    |
| Helgoland                                                       | Kolonie                                                                | Engels: Heligoland                                                                                                   |
| Jamaica                                                         | Kroonkolonie                                                           | Engels: Jamaica |
| Jersey                                                          | Brits Kroonbezit                                                       | Engels en Frans: Jersey                                                                                              |
| Kaapkolonie                                                     | Kroonkolonie                                                           | Engels: Cape Colony Nederlands: Kaapkolonie                                                                          |
| Lord Howe-eiland                                                | Overzees bezit                                                         | Engels: Lord Howe Island                                                                                             |
| Malta                                                           | Kroonkolonie                                                           | Engels: Malta |
| Man                                                             | Bezit                                                                  | Engels: Isle of Man Manx-Gaelisch: Ellan Vannin                                                                      |
| Mary Ballcouts Eiland                                           | Overzees bezit                                                         | Engels: Mary Ballcout's Island                                                                                       |
| Mauritius                                                       | Kroonkolonie                                                           | Engels: Mauritius |
| Miskitokoninkrijk                                               | Protectoraat: Miskitokoninkrijk                                        | Engels: Mosquito Kingdom Miskito:                                                                                    |
| Neder-Canada                                                    | Kolonie                                                                | Engels: Lower Canada                                                                                                 |
| Nepal                                                           | Koninkrijk Nepal                                                       | Nepalees: Nepal / नेपा                                                                                                 |
| Newfoundland                                                    | Kolonie                                                                | Engels: Newfoundland                                                                                                 |
| Nieuw-Brunswijk                                                 | Kolonie                                                                | Engels: New Brunswick                                                                                                |
| Nieuw-Caledonië                                                 | Bestuurd door de Hudson's Bay Company                                  | Engels: New Caledonia                                                                                                |
| New South Wales                                                 | Kroonkolonie                                                           | Engels: New South Wales                                                                                              |
| Noordwestelijk Territorium                                      | Eigendom van de Hudson's Bay Company                                   | Engels: North-Western Territory                                                                                      |
| Nova Scotia                                                     | Kolonie                                                                | Engels: Nova Scotia                                                                                                  |
| Oost-Indië                                                      | Gebied van de Britse Oost-Indische Compagnie                           | Engels: East India                                                                                                   |
| Opper-Canada                                                    | Kolonie                                                                | Engels: Upper Canada                                                                                                 |
| Prins Edwardeiland                                              | Kolonie                                                                | Engels: Prince Edward Island                                                                                         |
| Prins Edwardeilanden                                            | Overzees bezit                                                         | Engels: Prince Edward Islands                                                                                        |
| Rupertland                                                      | Eigendom van de Hudson's Bay Company.                                  | Engels: Rupert's Land                                                                                                |
| Saint Christopher, Nevis, Anguilla en de Britse Maagdeneilanden | Kolonie                                                                | Engels: Saint Christopher, Nevis, Anguilla and the British Virgin Islands                                            |
| Saint Lucia                                                     | Kolonie                                                                | Engels: Saint Lucia                                                                                                  |
| Saint Vincent                                                   | Kolonie                                                                | Engels: Saint Vincent                                                                                                |
| Shenge                                                          | Protectoraat                                                           | Engels: Shenge |
| Sierra Leone                                                    | Kolonie                                                                | Engels: Sierra Leone                                                                                                 |
| Sint-Helena                                                     | Gebied van de Britse Oost-Indische Compagnie                           | Engels: Saint Helena                                                                                                 |
| Stikineterritorium                                              | Overzees bezit                                                         | Engels: Stickeen Territories / Stikine Territory                                                                     |
| Tobago                                                          | Kolonie                                                                | Engels: Tobago |
| Trinidad                                                        | Kolonie                                                                | Engels: Trinidad |
| Tristan da Cunha                                                | Kroonkolonie                                                           | Engels: Tristan da Cunha                                                                                             |
| Verenigde Staten van de Ionische Eilanden                       | Protectoraat                                                           | Grieks: Inoménon Krátos ton Ioníon Níson / Ηνωμένον Κράτος των Ιονίων Νήσων Italiaans: Stati Uniti delle Isole Ionie |
| Zuid-Georgië en de Zuidelijke Sandwicheilanden                  | Overzees bezit                                                         | Engels: South Georgia and the South Sandwich Islands                                                                 |

### Niet-onafhankelijke gebieden van Buchara
| Korte landsnaam (Nederlands) | Status                                        | Korte landsnaam (oorspronkelijke taal/talen) |
| ---------------------------- | --------------------------------------------- | -------------------------------------------- |
| Andkhoy                      | Vazalstaat: Kanaat Andkhoy (ook wel: Andkhui) |                                              |

### Chinese niet-onafhankelijke gebieden
| Korte landsnaam (Nederlands) | Status                              | Korte landsnaam (oorspronkelijke taal/talen) |
| ---------------------------- | ----------------------------------- | -------------------------------------------- |
| Hunza                        | Vazalstaat: Hunza (ook wel: Kanjut) | Urdu: Hunza / ہنزہ                           |
| Ladakh                       | Vazalstaat van Tibet                | Ladakhi:                                     |
| Lanfang                      | Vazalstaat: Republiek Lanfang       | Mandarijn: Lánfāng Gònghéguó / 蘭芳共和國    |
| Tibet                        | Vazalstaat                          | Tibetaans: Bod / བོད་                         |

### Deense niet-onafhankelijke gebieden
| Korte landsnaam (Nederlands) | Status                                                                                    | Korte landsnaam (oorspronkelijke taal/talen) |
| ---------------------------- | ----------------------------------------------------------------------------------------- | -------------------------------------------- |
| Deense Goudkust              | Kolonie                                                                                   | Deens: Den danske Guldkyst                   |
| Deens-Oost-Indië             | Kolonie                                                                                   | Deens: Dansk Ostindien                       |
| Deens-West-Indië             | Kolonie                                                                                   | Deens: Dansk Vestindien                      |
| Groenland                    | Kolonie                                                                                   | Deens: Grønland                              |
| Holstein                     | Hertogdom Holstein, lid van de Duitse Bond en in personele unie met Denemarken verbonden  | Deens: Holsten Duits: Holstein               |
| IJsland                      | Kolonie                                                                                   | Deens: Ísland                                |
| Lauenburg                    | Hertogdom Lauenburg, lid van de Duitse Bond en in personele unie met Denemarken verbonden | Deens en Duits: Lauenburg                    |
| Sleeswijk                    | Hertogdom Sleeswijk, lid van de Duitse Bond en in personele unie met Denemarken verbonden | Deens: Slesvig Duits: Schleswig              |

### Franse niet-onafhankelijke gebieden
| Korte landsnaam (Nederlands) | Status         | Korte landsnaam (oorspronkelijke taal/talen)   |
| ---------------------------- | -------------- | ---------------------------------------------- |
| Bourbon                      | Kolonie        | Frans: Île Bourbon                             |
| Crozeteilanden               | Overzees bezit | Frans: Îles Crozet                             |
| Franse Goudkust              | Overzees bezit | Frans: Établissements français de la Côte-d'Or |
| Frans-Guyana                 | Kolonie        | Frans: Guyane                                  |
| Frans-Indië                  | Kolonie        | Frans: Établissements français de l'Inde       |
| Guadeloupe                   | Kolonie        | Frans: Guadeloupe                              |
| Kerguelen                    | Overzees bezit | Frans: Îles Kerguelen                          |
| Martinique                   | Kolonie        | Frans: Martinique                              |
| Saint-Paul en Amsterdam      | Overzees bezit | Frans: Saint-Paul-et-Amsterdam                 |
| Saint-Pierre en Miquelon     | Kolonie        | Frans: Saint-Pierre-et-Miquelon                |
| Senegal                      | Kolonie        | Frans: Senegal                                 |

### Niet-onafhankelijke gebieden van Imerina
| Korte landsnaam (Nederlands) | Status                                       | Korte landsnaam (oorspronkelijke taal/talen) |
| ---------------------------- | -------------------------------------------- | -------------------------------------------- |
| Tamatave                     | Koninkrijk Tamatave (ook wel: Betsimisaraka) | Malagassisch: Tamatave                       |

### Niet-onafhankelijke gebieden van Janjira
| Korte landsnaam (Nederlands) | Status                                                                 | Korte landsnaam (oorspronkelijke taal/talen) |
| ---------------------------- | ---------------------------------------------------------------------- | -------------------------------------------- |
| Jafarabad                    | Jafarabad (ook wel: Jafrabad), in personele unie met Janjira verbonden | Gujarati: જાફરાબાદ                              |

### Japanse niet-onafhankelijke gebieden
| Korte landsnaam (Nederlands) | Status                        | Korte landsnaam (oorspronkelijke taal/talen)                    |
| ---------------------------- | ----------------------------- | --------------------------------------------------------------- |
| Riukiu                       | Vazalstaat: Koninkrijk Riukiu | Japans: Ryūkyū Ōkoku / 琉球王国 Riukiuaans: Rūchū-kuku / 琉球國 |

### Niet-onafhankelijke gebieden van Johor
| Korte landsnaam (Nederlands) | Status                       | Korte landsnaam (oorspronkelijke taal/talen) |
| ---------------------------- | ---------------------------- | -------------------------------------------- |
| Muar                         | Vazalstaat                   | Maleis: Muar                                 |
| Pahang                       | Vazalstaat: Sultanaat Pahang | Maleis: Pahang                               |

### Niet-onafhankelijke gebieden van Kalat
| Korte landsnaam (Nederlands) | Status                                  | Korte landsnaam (oorspronkelijke taal/talen) |
| ---------------------------- | --------------------------------------- | -------------------------------------------- |
| Kharan (vanaf 1818)          | Vazalstaat: Kharan                      | Beloetsji: خاران                             |
| Las Bela (vanaf 1818)        | Vazalstaat: Las Bela (ook wel: Lasbela) | Beloetsji:                                   |
| Makran (vanaf 1818)          | Vazalstaat: Makran                      | Beloetsji: مکُران                             |

### Niet-onafhankelijke gebieden van Kutai
| Korte landsnaam (Nederlands) | Status                                   | Korte landsnaam (oorspronkelijke taal/talen) |
| ---------------------------- | ---------------------------------------- | -------------------------------------------- |
| Berau                        | Vazalstaat: Sultanaat Berau              | Maleis: Berau                                |
| Bulungan                     | Vazalstaat van Berau: Sultanaat Bulungan | Maleis: Bulungan / بولوڠن                    |

### Nederlandse niet-onafhankelijke gebieden
De staten (vorstenlanden) van Nederlands-Indië die onder Nederlandse protectie stonden en soms een grote mate van autonomie hadden, zijn niet apart weergegeven. Voorbeelden hiervan zijn: Bacan, Banjarmasin, Bima, Cirebon, Gowa, Mataram, Siau, Tabukan en Tidore. Ook niet hieronder weergegeven is het Groothertogdom Luxemburg, dat in personele unie met Nederland was verbonden en onderdeel was van de Duitse Bond. De kolonie Sint Eustatius omvatte tevens Saba en Sint Maarten. Curaçao omvatte tevens Aruba en Bonaire.
| Korte landsnaam (Nederlands)            | Status                     | Korte landsnaam (oorspronkelijke taal/talen)               |
| --------------------------------------- | -------------------------- | ---------------------------------------------------------- |
| Ahanta                                  | Protectoraat               | Nederlands: Ahanta                                         |
| Coromandel                              | Kolonie                    | Nederlands: Coromandel                                     |
| Curaçao                                 | Kolonie                    | Nederlands: Curaçao                                        |
| Nederlands-Malakka (vanaf 21 september) | Kolonie                    | Nederlands: Nederlands-Malakka                             |
| Nederlands-Indië                        | Kolonie                    | Nederlands: Nederlands-Indië                               |
| Nederlandse Goudkust                    | Kolonie: Nederlands-Guinea | Nederlands: Nederlandsche Bezittingen ter Kuste van Guinea |
| Sint Eustatius                          | Kolonie                    | Nederlands: Sint Eustatius                                 |
| Suriname (ook wel: Nederlands-Guyana)   | Kolonie                    | Nederlands: Suriname                                       |

### Nederlands-Pruisische niet-onafhankelijke gebieden
| Korte landsnaam (Nederlands) | Status                         | Korte landsnaam (oorspronkelijke taal/talen) |
| ---------------------------- | ------------------------------ | -------------------------------------------- |
| Moresnet                     | Condominium: Neutraal Moresnet | Duits en Frans: Moresnet                     |

### Oostenrijkse niet-onafhankelijke gebieden
| Korte landsnaam (Nederlands) | Status | Korte landsnaam (oorspronkelijke taal/talen)        |
| ---------------------------- | --- | --------------------------------------------------- |
| Lombardije-Venetië           | In personele unie met Oostenrijk verbonden: Lombardisch-Venetiaans Koninkrijk (ook wel: Oostenrijks-Italië) | Duits: Lombardo-Venetien Italiaans: Lombardo-Veneto |

### Oostenrijks-Pruisisch-Russische niet-onafhankelijke gebieden
| Korte landsnaam (Nederlands) | Status | Korte landsnaam (oorspronkelijke taal/talen) |
| ---------------------------- | --- | -------------------------------------------- |
| Krakau                       | Vrije, Onafhankelijke en Strikt Neutrale Stad Krakau met Zijn Territorium, een Protectoraat van Oostenrijk, Pruisen en Rusland | Pools: Kraków                                |

### Ottomaanse niet-onafhankelijke gebieden
Egypte en Tunis waren onderdelen van het Ottomaanse Rijk, maar hadden een grote mate van autonomie.
| Korte landsnaam (Nederlands) | Status                             | Korte landsnaam (oorspronkelijke taal/talen) |
| ---------------------------- | ---------------------------------- | -------------------------------------------- |
| Baban                        | Vazalstaat: Emiraat Baban          | Koerdisch:                                   |
| Badinan                      | Vazalstaat: Badinan                | Koerdisch:                                   |
| Bitlis                       | Vazalstaat: Vorstendom Bitlis      | Koerdisch:                                   |
| Botan                        | Vazalstaat: Emiraat Botan (Bokhti) | Koerdisch:                                   |
| Egypte                       | Eyalet Egypte                      | Arabisch: Miṣr / مِصر Osmaans: Mısır / میصیر  |
| Hakkari                      | Vazalstaat: Emiraat Hakkari        | Koerdisch:                                   |
| Moldavië                     | Vazalstaat: Vorstendom Moldavië    | Osmaans: Bogdan Roemeens: Moldova            |
| Şirvan                       | Vazalstaat: Emiraat Şirvan         | Koerdisch:                                   |
| Soran                        | Vazalstaat: Emiraat Soran          | Koerdisch:                                   |
| Svanetië                     | Vazalstaat: Vorstendom Svanetië    | Svanetisch:                                  |
| Taqali                       | Vazalstaat: Taqali                 | Taqali: Taqali                               |
| Tunis                        | Beylik Tunis                       | Arabisch: Osmaans:                           |
| Walachije                    | Vazalstaat: Vorstendom Walachije   | Osmaans: Bogdan Roemeens: Moldova            |

### Perzische niet-onafhankelijke gebieden
| Korte landsnaam (Nederlands) | Status                                       | Korte naam (oorspronkelijke taal/talen)                    |
| ---------------------------- | -------------------------------------------- | ---------------------------------------------------------- |
| Ardalan                      | Vazalstaat: Ardalan (ook wel: Erdalan)       | Koerdisch: Perzisch: Ardalān / اردلان                      |
| Maragha                      | Kanaat Maragha (ook wel: Maraqeh / Maragheh) | Azerbeidzjaans: ماراغا Perzisch: Marāgheh / مراغه          |
| Urmia                        | Vazalstaat: Kanaat Urmia                     | Azerbeidzjaans: Urmiya / اورمیه و Perzisch: Urmia / ارومیه |

### Portugese niet-onafhankelijke gebieden
| Korte landsnaam (Nederlands) | Status                | Korte landsnaam (oorspronkelijke taal/talen) |
| ---------------------------- | --------------------- | -------------------------------------------- |
| Azoren                       | Kapiteinsgeneraliteit | Portugees: Açores                            |
| Brazilië                     | Koninkrijk            | Portugees: Brasil                            |
| Kaapverdië                   | Kolonie               | Portugees: Cabo Verde                        |
| Macau                        | Kolonie               | Portugees: Macau                             |
| Madeira                      | Kolonie               | Portugees: Madeira                           |
| Portugees-Indië              | Kolonie               | Portugees: Estado da Índia                   |
| Portugees-Oost-Afrika        | Kolonie               | Portugees: África Oriental Portuguesa        |
| Portugees-West-Afrika        | Kolonie               | Portugees: África Ocidental Portuguesa       |
| Sao Tomé en Principe         | Kolonie               | Portugees: São Tomé e Príncipe               |

### Russische niet-onafhankelijke gebieden
| Korte landsnaam (Nederlands) | Status                                                                      | Korte landsnaam (oorspronkelijke taal/talen)                                        |
| ---------------------------- | --------------------------------------------------------------------------- | ----------------------------------------------------------------------------------- |
| Abchazië                     | Protectoraat: Vorstendom Abchazië                                           | Abchazisch: Apsny / Аҧсны́ Russisch: Abkhazia / Абхазия                              |
| Akhty-Para                   | Confederatie Akhty-Para                                                     | Lezgisch: Russisch:                                                                 |
| Aqusha-Dargo                 | Confederatie Aqusha-Dargo                                                   | Lezgisch:                                                                           |
| Bukej-Horde                  | Vazalstaat: Kanaat van de Bukej-Horde                                       | Kazachs: Bökey Ordası / Бөкей Ордасы Russisch: Bukeyevskaya Orda / Букеевская Орда  |
| Congres-Polen                | Vazalstaat: Koninkrijk Polen (ook wel: Congreskoninkrijk)                   | Pools: Królestwo Polskie Russisch: Tsarstvo Polskoye / Царство Польское             |
| Derbent                      | Vazalstaat: Kanaat Derbent (ook wel: Derbend)                               | Azerbeidzjaans: Dərbənd Lezgisch: Кьвевар Russisch: Дербент                         |
| Elisu                        | Vazalstaat: Sultanaat Elisu (ook wel: Elisou / Ilisu)                       | Azerbeidzjaans: Georgisch: Russisch: Илису Tsachoerisch:                            |
| Finland                      | Grootvorstendom Finland, in personele unie met Rusland verbonden            | Fins: Suomi Russisch: Финляндия Zweeds: Finland                                     |
| Goeria                       | Protectoraat: Vorstendom Goeria                                             | Georgisch: Guria / გურია Russisch: Guria / Гурия                                    |
| Grote Horde                  | Protectoraat                                                                | Kazachs: Ulı jüz / Ұлы жүз                                                          |
| Jever (tot 18 april)         | Heerlijkheid Jever                                                          | Duits: Jever                                                                        |
| Kabardië                     | Vazalstaat: Vorstendom Kabardië (ook wel: Kabardije / Oost-Circassië)       | Kabardijns: Къэбэрдей Russisch: Кабарда                                             |
| Kaitag                       | Kaitag                                                                      | Dargiens: Koemuks: Russisch: Кайтагское уцмийство                                   |
| Karabach                     | Vazalstaat: Kanaat Karabach                                                 | Azerbeidzjaans: Qarabağ Russisch: Карабахское ханство                               |
| Kleine Horde                 | Protectoraat                                                                | Kazachs: Kişi jüz / Кіші жүз                                                        |
| Mehtuli                      | Kanaat Mehtuli (ook wel: Dzhengutai / Jengutay)                             | Koemuks: Mahtulu xanlıq Russisch: Мехтулинское ханство                              |
| Middelste Horde              | Protectoraat                                                                | Kazachs: Orta jüz / Орта жүз                                                        |
| Mingrelië                    | Protectoraat: Vorstendom Mingrelië                                          | Mingreels:                                                                          |
| Qutqashen                    | Sultanaat Qutqashen (ook wel: Qabala)                                       | Azerbeidzjaans: Qutqaşen sultanlığı / Qəbələ mahalı Russisch: Куткашенский султанат |
| Russisch-Amerika             | Territorium van de Russisch-Amerikaanse Compagnie                           | Russisch: Russkaya Amerika / Русская Америка                                        |
| Shaki                        | Vazalstaat: Kanaat Shaki (ook wel: Sheki / Sjeki / Şəki / Shekin / Shakki)  | Azerbeidzjaans: Şəki Russisch: Sjeki / Шеки                                         |
| Shamakha                     | Vazalstaat: Kanaat Shamakha (ook wel: Şirvan / Shirwan / Shervan / Sjirvan) | Azerbeidzjaans: Russisch: Шемаха                                                    |
| Tabassaran                   | Vazalstaat: Vorstendom Tabassaran (ook wel: Tabasaran)                      | Russisch: Tabassaraans: Табасаран                                                   |
| Talysh                       | Vazalstaat: Kanaat Talysh (ook wel: Lankaran)                               | Azerbeidzjaans: Talış Russisch: Талышское ханство Talysh:                           |
| Tarki                        | Vazalstaat: Sjamchalaat Tarki                                               | Koemuks: Targhu / Таргъу Russisch: Тарки́                                            |

### Rwandese niet-onafhankelijke gebieden
| Korte landsnaam (Nederlands) | Status                                                        | Korte landsnaam (oorspronkelijke taal/talen) |
| ---------------------------- | ------------------------------------------------------------- | -------------------------------------------- |
| Buhoma                       | Vazalstaat: Koninkrijk Buhoma                                 | Kinyarwanda: Buhoma                          |
| Bukonja                      | Vazalstaat: Koninkrijk Bukonja                                | Kinyarwanda: Bukonja                         |
| Bukunzi                      | Vazalstaat: Koninkrijk Bukunzi (ook wel: Koninkrijk Mbirizi)  | Kinyarwanda: Bukunzi                         |
| Bushiru                      | Vazalstaat: Koninkrijk Bushiru                                | Kinyarwanda: Bushiru                         |
| Busozo                       | Vazalstaat: Koninkrijk Busozo                                 | Kinyarwanda: Busozo                          |
| Cyingogo                     | Vazalstaat: Koninkrijk Cyingogo (ook wel: Koninkrijk Kingogo) | Kinyarwanda: Cyingogo                        |
| Kibari                       | Vazalstaat: Koninkrijk Kibari                                 | Kinyarwanda: Kibari                          |
| Ruhengeri                    | Vazalstaat: Koninkrijk Ruhengeri                              | Kinyarwanda: Ruhengeri                       |

### Sardijnse niet-onafhankelijke gebieden
| Korte landsnaam (Nederlands) | Status                          | Korte landsnaam (oorspronkelijke taal/talen) |
| ---------------------------- | ------------------------------- | -------------------------------------------- |
| Monaco                       | Protectoraat: Vorstendom Monaco | Frans: Monaco                                |

### Niet-onafhankelijke gebieden van Siak
| Korte landsnaam (Nederlands) | Status                        | Korte landsnaam (oorspronkelijke taal/talen) |
| ---------------------------- | ----------------------------- | -------------------------------------------- |
| Deli                         | Vazalstaat: Sultanaat Deli    | Maleis: Deli                                 |
| Langkat                      | Vazalstaat: Sultanaat Langkat | Maleis: Langkat                              |
| Serdang                      | Vazalstaat: Sultanaat Serdang | Maleis: Serdang                              |

### Siamese niet-onafhankelijke gebieden
Het Koninkrijk Besut Darul Iman was een vazal van Terengganu en is niet apart weergegeven. Perlis was onderworpen aan Kedah en is ook niet apart weergegeven. De semi-autonome stadstaten van Lanna (Chiang Rai, Lampang, Lamphun, Mae Hong Son, Nan en Phrae) zijn ook niet apart vermeld. Patani was een confederatie bestaande uit 7 semi-autonome koninkrijken: Patani, Reman, Nongchik, Teluban (Saiburi), Legeh, Yaring (Jambu) en Yala (Jala). Deze koninkrijken zijn ook niet apart weergegeven.
| Korte landsnaam (Nederlands) | Status                                                                                 | Korte landsnaam (oorspronkelijke taal/talen)                 |
| ---------------------------- | -------------------------------------------------------------------------------------- | ------------------------------------------------------------ |
| Cambodja                     | Vazalstaat: Koninkrijk Cambodja                                                        | Khmer: Kampuchéa / កម្ពុជា Siamees: Kạmphūchā / กัมพูชา           |
| Champasak                    | Vazalstaat: Koninkrijk Champasak                                                       | Laotiaans: Champasak / ຈຳປາສັກ Siamees:                       |
| Kedah                        | Vazalstaat: Sultanaat Kedah Darul Aman                                                 | Maleis: Kedah / قدح Siamees: Syburi / ไทรบุรี                  |
| Kelantan                     | Vazalstaat: Koninkrijk Kelantan Darul Naim                                             | Maleis: Kelantan / کلنتن Siamees: Kalantan                   |
| Lanna                        | Vazalstaat: Land van een Miljoen Rijstvelden (Koninkrijk Lanna / Koninkrijk Chiangmai) | Lanna en Siamees: อาณาจักรล้านนา                               |
| Patani                       | Vazalstaat: Koninkrijk Patani Darussalam                                               | Maleis: Patani Siamees: Pattani / ปัตตานี                      |
| Perak                        | Vazalstaat: Sultanaat Perak Darul Ridzuan                                              | Maleis: Perak / ڤيراق Siamees:                               |
| Setul                        | Vazalstaat: Koninkrijk Setul Mambang Segara                                            | Maleis: Setul Siamees: Satun / สตูล                           |
| Terengganu                   | Vazalstaat: Sultanaat Terengganu Darul Iman                                            | Maleis: Tranung Siamees: Trangkanu / ตรังกานู                  |
| Vientiane                    | Vazalstaat: Koninkrijk Vientiane                                                       | Laotiaans: Wieng Chan / ວຽງຈັນ Siamees: Viang chan / เวียงจันทน์ |
| Xhieng Khuang                | Vazalstaat: Koninkrijk Xhieng Khuang (ook wel: Muang Phuan)                            | Laotiaans: Siamees:                                          |

### Niet-onafhankelijke gebieden van de Sikhs
| Korte landsnaam (Nederlands) | Status     | Korte landsnaam (oorspronkelijke taal/talen) |
| ---------------------------- | ---------- | -------------------------------------------- |
| Jammu                        | Vazalstaat | Dogri: जम्मू, Punjabi: ਜੰਮੂ                      |
| Kotkhai                      | Vazalstaat |                                              |

### Niet-onafhankelijke gebieden van Sokoto
| Korte landsnaam (Nederlands) | Status                                              | Korte landsnaam (oorspronkelijke taal/talen)            |
| ---------------------------- | --------------------------------------------------- | ------------------------------------------------------- |
| Adamawa                      | Vazalstaat: Emiraat Adamawa                         | Fule: Lamorde Adamaawa / 𞤤𞤢𞤥𞤮𞤪𞤣𞤫 𞤢𞤣𞤢𞤥𞤢𞥄𞤱𞤢 Hausa: Adamawa |
| Bauchi                       | Vazalstaat: Emiraat Bauchi                          | Fula: Bauchi                                            |
| Daura                        | Vazalstaat: Emiraat Daura                           | Hausa: Daura                                            |
| Dutse                        | Vazalstaat: Emiraat Dutse                           | Fula: Dutse                                             |
| Gobir                        | Vazalstaat: Emiraat Gobir                           | Hausa: Gobir                                            |
| Gombe                        | Vazalstaat: Emiraat Gombe                           | Fula: Gombe                                             |
| Gwandu                       | Vazalstaat: Emiraat Gwandu                          | Hausa: Gwandu                                           |
| Hadejia                      | Vazalstaat: Emiraat Hadejia                         | Hausa: Haɗejiya                                         |
| Jama'are                     | Vazalstaat: Emiraat Jama'are                        | Fula: Jama'are                                          |
| Jema'a                       | Vazalstaat: Emiraat Jema'an Darroro                 | Jema'a                                                  |
| Kano                         | Vazalstaat: Emiraat Kano                            | Hausa: Kano                                             |
| Katagum                      | Vazalstaat: Emiraat Katagum                         | Fula: Katagum                                           |
| Katsina                      | Vazalstaat: Emiraat Katsina                         | Hausa: Katsina                                          |
| Kazaure (vanaf 1818)         | Vazalstaat: Emiraat Kazaure                         | Fula: Kazaure                                           |
| Keffi                        | Vazalstaat: Emiraat Keffi                           | Fula: Keffi                                             |
| Lafia                        | Vazalstaat: Lafia Beri-Beri                         | Kanuri: Lafia                                           |
| Liptako                      | Vazalstaat: Emiraat Liptako                         | Fula: Liptako                                           |
| Misau                        | Vazalstaat: Emiraat Misau                           | Hausa: Misau                                            |
| Muri                         | Vazalstaat: Emiraat Muri                            | Fula: Muri / 𞤥𞤵𞥅𞤪𞤭                                       |
| Yauri                        | Vazalstaat: Emiraat Yauri (ook wel: Emiraat Yawuri) | Hausa: Yauri                                            |
| Zamfara                      | Vazalstaat: Koninkrijk Zamfara                      | Hausa: Zamfara                                          |
| Zaria                        | Vazalstaat: Emiraat Zaria                           | Hausa: Zaria                                            |

### Spaanse niet-onafhankelijke gebieden
| Korte landsnaam (Nederlands) | Status          | Korte landsnaam (oorspronkelijke taal/talen) |
| ---------------------------- | --------------- | -------------------------------------------- |
| Fernando Poo                 | Kolonie         | Spaans: Fernando Pó                          |
| Nieuw-Granada                | Onderkoninkrijk | Spaans: Nueva Granada                        |
| Nieuw-Spanje                 | Onderkoninkrijk | Spaans: Nueva España                         |
| Peru                         | Onderkoninkrijk | Spaans: Perú                                 |

### Vietnamese niet-onafhankelijke gebieden
| Korte landsnaam (Nederlands) | Status                                                         | Korte landsnaam (oorspronkelijke taal/talen) |
| ---------------------------- | -------------------------------------------------------------- | -------------------------------------------- |
| Champa                       | Vazalstaat: Koninkrijk Champa                                  | Vietnamees: Cham Pa                          |
| Luang Prabang                | Vazalstaat: Land van een miljoen olifanten en de witte parasol | Laotiaans:                                   |

### Zweeds-Noorse niet-onafhankelijke gebieden
| Korte landsnaam (Nederlands) | Status                               | Korte landsnaam (oorspronkelijke taal/talen) |
| ---------------------------- | ------------------------------------ | -------------------------------------------- |
| Sankt Bartholomeus           | Overzees bezit van de Zweedse koning | Zweeds: Sankt Bartholomeus                   |

### Zwitserse niet-onafhankelijke gebieden
| Korte landsnaam (Nederlands) | Status                                                                             | Korte landsnaam (oorspronkelijke taal/talen) |
| ---------------------------- | ---------------------------------------------------------------------------------- | -------------------------------------------- |
| Gersau (tot 26 juni)         | Protectoraat: Republiek Gersau                                                     | Duits: Gersau                                |
| Neuchâtel                    | Vorstendom Neuchâtel, een Zwitsers kanton, in personele unie met Pruisen verbonden | Duits: Neuenburg Frans: Neuchâtel            |